# Heinrich Ellermann
Heinrich Ellermann (* 12. Februar 1905 in Hamburg; † 13. August 1991 in Vaduz, Liechtenstein) war ein deutscher Literaturwissenschaftler, Verleger und Gründungsmitglied im P.E.N.-Club Liechtenstein.

## Leben
Nach einem Studium der Literaturwissenschaft strebte Ellermann eine Universitätslaufbahn an, doch die Machtergreifung durch die Nationalsozialisten machte alle Bestrebungen in diese Richtung zunichte. Stattdessen gründete er 1934 den Verlag Heinrich Ellermann, der sich vor allem auf Lyrik spezialisierte. Ab 1934 gab er die Literaturzeitschrift Das Gedicht. Blätter für die Dichtung heraus, die bis September 1944 erscheinen konnten und einigen von der Parteilinie abweichenden Schriftstellern, die nicht emigriert waren, wie Gottfried Benn sowie insbesondere Ernst Stadler und Georg Trakl, deren Rechte und Restbestände Ellermann aus dem Verlagsimperium Kurt Wolffs übernommen hatte, eine Nische bot. Der zunächst nichtkommerziell arbeitende Verleger wurde zu Beginn durch einen Förderkreis mit Spenden unterstützt. Anton Kippenberg und Edwin Maria Landau standen ihm zur Seite. Eduard Korrodis Lob tönte aus der Neuen Zürcher Zeitung. Publizistische Unterstützung kam zudem von Rudolf G. Binding und einigen Dichtern aus dessen Umfeld, nicht zufällig findet man diese Lyriker gleich in den ersten Ausgaben von Das Gedicht. (Binding, Carossa, Barthel, von Heiseler u. a.).
Ellermann wurde im Herbst 1941 zur Wehrmacht eingezogen, ab September 1941 wirkte deshalb Rudolf Ibel, der schon seit 1935 für einige Folgen verantwortlich oder mitverantwortlich gezeichnet hatte, als Herausgeber aller weiteren Hefte bis zur kriegsbedingten Einstellung. Nach dem Zweiten Weltkrieg erhielt Ellermann als einer der ersten Verleger von den Besatzungsmächten eine Lizenz und konnte die Blätter für die Dichtung noch einige Jahre weiterführen. Auch um Trakl und Stadler bemühte er sich neu.
In den 1950er Jahren spezialisierte sich Ellermanns Verlag auf Kinder- und Jugendliteratur. 1957 veröffentlichte er Texte der in Schweden im Exil lebenden Lyrikerin Nelly Sachs und von 1961 bis 1971 gab er in der Kleinen russischen Bibliothek eine Reihe von Titeln russischer Autoren heraus. Zu Zeiten des Kalten Kriegs war diese Reihe umstritten.
1978 beteiligte er sich an der Gründung des P.E.N.-Club Liechtenstein und stand diesem bis zu seinem Tod als Vize-Präsident vor. Ihm zu Ehren wurde ein Stipendium eingerichtet, das insbesondere ältere Schriftsteller für den Zeitraum von neun Monaten unterstützen soll. Erste Stipendantin wurde Christine Koschel, deren Erstlingswerk Den Windschädel tragen 1961 von Ellermann verlegt wurde. Nachfolger wurde Peter Kurzeck.